# Enochrinae

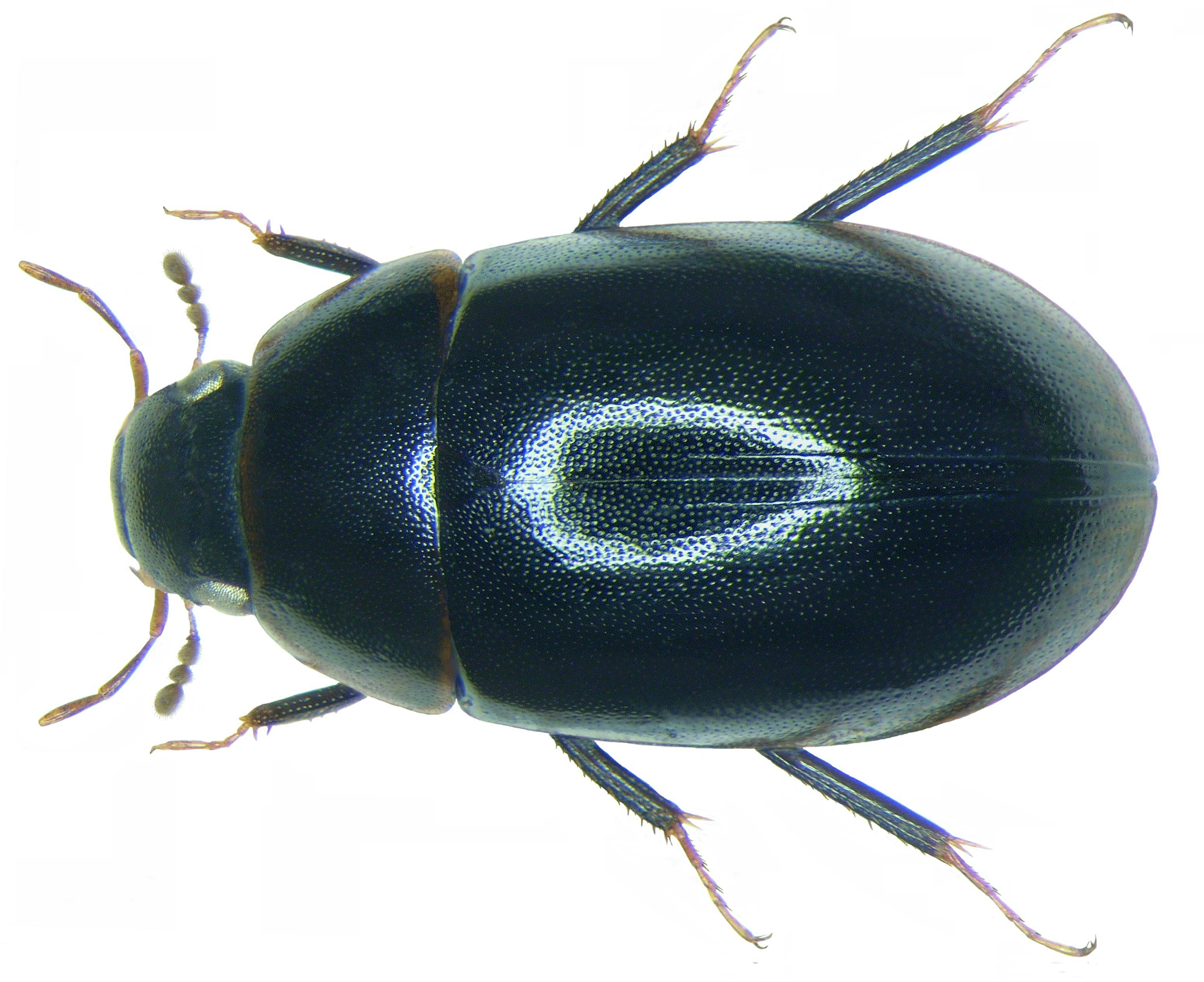
Cymbiodyta marginella

Enochrinae – podrodzina chrząszczy z podrzędu wielożernych i rodziny kałużnicowatych. Obejmuje około 280 opisanych gatunków.

## Morfologia
Chrząszcze o jajowatym w zarysie, słabo lub umiarkowanie wysklepionym ciele długości od 1 do 7,5 mm. U wszystkich rodzajów z wyjątkiem Cymbiodyta głaszczki szczękowe mają człon drugi zakrzywiony dozewnętrznie, a człon trzeci ostro wygięty kolankowato u podstawy, wskutek czego ich wygląd jest zygzakowaty. Cymbiodyta na tle nie tylko podrodziny, ale całej rodziny kałużnicowatych wyróżnia się stopami pary środkowej i tylnej czteroczłonowymi, a pary przedniej pięcioczłonowymi. Na spodzie odwłoka widocznych jest pięć sternitów (od trzeciego do siódmego), z których ostatni z wyjątkiem dwóch podrodzajów rodzaju Enochrus ma tylną krawędź wykrojoną lub ściętą.
U larwy głowa ma szwy czołowe ku tyłowi zbieżne. Przednia jej krawędź zaopatrzona jest w nasale z kilkoma małymi, słabo wyodrębnionymi ząbkami, a niekiedy ponadto z sześcioma lub siedmioma ząbkami lepiej zaznaczonymi. Żuwaczka prawa zawsze ma dwa zęby na krawędzi wewnętrznej, lewa zaś ma jeden lub dwa zęby. Szczęki odznaczają się pięcioma tęgimi kolcami na wewnętrznych powierzchniach pieńków. Wargę dolną charakteryzuje wyraźnie wykształcony, ale znacznie krótszy od głaszczków wargowych języczek.

## Ekologia i występowanie
Chrząszcze wodne, ląd wykorzystujące tylko w stadium poczwarki. Większość gatunków zamieszkuje wody stojące lub strefę przybrzeżną wód wolno płynących, ale niektóre związane są ze strumieniami czy mokrymi skałami (siedliska higropetryczne).
Podrodzina kosmopolityczna, znana ze wszystkich krain zoogeograficznych. Kosmopolityczny jest również rodzaj Enochrus, natomiast każdy z pozostałych rodzajów ograniczony jest co najwyżej trzech krain zoogeograficznych. W Polsce owady te są reprezentowane przez 11 gatunków z rodzaju Enochrus i jeden z rodzaju Cymbiodyta (zobacz: kałużnicowate Polski).

## Taksonomia i ewolucja
W 1844 roku wprowadzony został przez Étienne’a Mulsanta takson pod nazwą Philhydrates jako podgrupa grupy Hydrobiaires w obrębie Hydrophilines. Obejmować on miał rodzaje Philhydrus i Helophilus (odpowiednik Helochares). W 1849 roku John Lawrence LeConte podał go pod nazwą Philhydrida. Nazwa ta pochodziła od Philhydrus, będącego błędnym zapisem nazwy Philydrus, która to z kolei okazała się młodszym homonimem i stanowi obecnie synonim rodzaju Enochrus.
Pod ważną nazwą, Enochrinae, omawiany takson wprowadzony został w 2013 roku przez Andrew E.Z. Shorta i Martina Fikáčka na podstawie wyników obszernej analizy filogenetycznej. W poprzednio stosowanym, wprowadzonym w 1991 roku systemie autorstwa Michaela Hansena zaliczone tu chrząszcze umieszczane były wśród Acidocerina z wyjątkiem jednego rodzaju umieszczanego w Anacaenini.
Podrodzina obejmuje około 280 opisanych gatunków, sklasyfikowanych w czterech rodzajach:
- Cymbiodyta Bedel, 1881
- Enochrella Hansen, 1999
- Enochrus Thomson, 1859 – wodolubek
- Notionotus Spangler, 1972

Według wyników analizy filogenetycznej Andrew E.Z. Shorta i Martina Fikáčka z 2013 roku Enochrinae zajmują pozycję siostrzaną dla kladu obejmującego Acidocerinae, Rygmodinae i Sphaeridiinae, a wszystkie te cztery podrodziny tworzą klad siostrzany dla Chaetarthriinae.
W zapisie kopalnym przedstawiciele podrodziny znani są od eocenu.